# Cornelius Tollius
Cornelius of Cornelis Tollius (Rhenen, ca. 1628 – Gouda, 13 juni 1654) was een zoon van Johannes Tollius en diens eerste vrouw Maria Gordon. Hij studeerde waarschijnlijk in Utrecht en zeker in Amsterdam onder de vriendschappelijke leiding van Gerardus Vossius. Tollius werd op 12 april 1648 benoemd tot bijzonder hoogleraar geschiedenis en Grieks aan de Universiteit van Harderwijk, waar hij tevens secretaris van de curatoren was. Met Isaac Vossius, die in 1649 werd in Uppsala, ging hij als amanuensis naar Zweden. Deze beschuldigde Tollius later enige boeken van hem te hebben gestolen. In januari 1654 volgde hij Georgius Hornius op als hoogleraar geschiedenis, staatsleer en aardrijkskunde. Tollius stierf onverwachts in Gouda, kort na zijn huwelijk op 5 maart met Margaretha van Kent, de dochter van de Goudse burgemeester. Hij stierf jong, terwijl zijn tijdgenoten hoge verwachtingen van hem hadden.
Cornelius Tollius gaf een editie met Latijnse vertaling uit van de Ongeloofzijke zaken van de Griekse schrijver Palaephatus (Amsterdam 1649) en bezorgde de editio princeps met Latijnse vertaling van een werk van de Byzantijnse historicus Joannes Cinnamus: De rebus gestis. Imperat Constantinop. Iohannis & Manuelis, Comnenorum Historiar. libri IV (Utrecht 1652). Daarnaast is een aantal redevoeringen van hem uitgegeven.